# Abaiang
Abaiang, anche scritto Apaiang (perché la b si pronuncia più o meno come una p in gilbertese), è un atollo corallino appartenente alle Kiribati.
È situato nell'Oceano Pacifico centro-occidentale e fa parte dell'arcipelago delle Isole Gilbert.
Il suo nome significa terra del Nord (aba significa terra o mondo, iang Nord), chiamata anche più raramente Apia. L'atollo fu scoperto nel 1788 dal britannico Thomas Gilbert che lo chiamò Matthew's Island in onore del proprietario della sua imbarcazione Charlotte. Alla laguna diede il nome Charlotte Bay, più tardi l'atollo venne rinominato Charlotte Island, questo nome rimase fino al 1892.
Abaiang comprende 11 isolotti collegati o no da causeways, intorno ad una laguna, con una superficie totale terrestre di 17,48 km². L'atollo ha una laguna collegata all'Oceano dal canale di Bingham, all'interno della quale vi è possibilità di attracco. Al censimento 2010 la popolazione ammontava a 5 502 abitanti.
L'istituzione più nota di Abaiang è il St. Josephs College, fondato nel 1939 che è uno degli istituti scolastici più noti di Kiribati. Tra i suoi ex-allievi vi è anche l'ex presidente Anote Tong.